# Colestanotetraolo 26-deidrogenasi
La colestanotetraolo 26-deidrogenasi è un enzima appartenente alla classe delle ossidoreduttasi, che catalizza la seguente reazione:
(25R)-5β-colestano-3α,7α,12α,26-tetraolo + NAD+ ⇄ (25R)-3α,7α,12α-triidrossi-5β-colestan-26-ale + NADH + H+